# Primulin
Primulin är dels ett kristallint ämne som kan isoleras ur gullviva, dels ett gult azo-färgämne innehållande bensotiazol som tidigare utnyttjades till färgning av bomull men numera mest för infärgning av mikroskopiska preparat.  Primulin är också känd som Direct Yellow 7, Carnotine eller Cl 49010.

## Framställning
Med primulin avses derivat av dehydrotiotoluidin (aminobenzenyltoluylmercaptan), som erhålls när paratoluidin upphettas med svavel i arton timmar vid 180-190 °C och sedan under ytterligare sex timmar vid 200-220 °C. Dehydrotiotoluidine är inte i sig själv ett färgämne, men om upphettningen utföres vid en högre temperatur i närvaro av mer svavel, så bildas en bas, vilket ger primulingul vid sulfonering.

## Användning
Primulingul är en blandning av natriumsalterna och innehåller minst tre tiazolringar i kombination. Det är ett väsentlig bomullsfärgämne med ganska flyktig mättnad, men kan diazoteras på fibern och därefter utvecklas med andra komponenter. Primulin är vanligen tillgänglig som ett natriumsalt och är fluorescerande.
Tioflavin T erhålls genom metylering av dehydrotiotoluidin med metanol i närvaro av klorvätesyra. Tioflavin S är resultat av metylering av dehydrotiotoluidin med sulfonsyra. Denna sulfonsyra på oxidation med klorkalk eller med blyperoxid i alkalisk lösning ger kloramingul, som färgar bomullen vackert gul.